# Stefano Ambrosio (fumettista)
Stefano Ambrosio (Milano, 17 gennaio 1971) è un fumettista italiano.

## Biografia
Laureato in chimica industriale nel 1996, entra in Disney nel 1998 come redattore e come sceneggiatore.
È noto soprattutto per le serie Wizards of Mickey, Q-Blog, Q-Galaxy, PK - Pikappa e Donald Quest.
Ha anche scritto varie storie di X-Mickey, PP8 - Paperino Paperotto, l'adattamento a fumetti di Pirati dei Caraibi e altre minori.

## Collaborazione Disney
Ambrosio approda alla redazione di Topolino nel 1998, dove esordisce con la storia Super Pippo e l'invasione d'evasione.
I personaggi più utilizzati dall'autore sono Super Pippo, Topolino e Paperinik, per il quale ha anche scritto alcune storie su PK - Pikappa. Nel 2003 è invece uno degli autori di punta del mensile X-Mickey.
A partire dal 2006 realizza la saga fantasy Wizards of Mickey, formata da un gruppo di maghi destinato ad avere molto successo negli anni seguenti tanto da spingere Stefano e la redazione a sfornare numerosi episodi durante il corso degli anni. Stefano lascerà però la serie dopo la quinta saga, Wizards of Mickey V - Lemuria, lasciando il compito di proseguire le avventure del gruppetto di maghi ad altri autori come Matteo Venerus e Maria Muzzolini.
Tra il 2007 e il 2008 realizza la serie Q-Blog mentre l'anno successivo scrive Q-Galaxy, entrambe le serie con Qui, Quo, Qua come protagonisti. Nel 2013 scrive la saga in cinque puntate Weird West Mickey assieme a un'altra autrice disneyana, Chantal Pericoli.
Nel 2017 si cimenta in una nuova saga fantasy disney dal titolo Donald Quest, ancora con la Pericoli, stavolta per la casa editrice statunitense IDW Publishing, che verrà poi pubblicata anche in italia a partire dal dicembre dello stesso anno.